# A félelem fészke
A félelem fészke (eredeti cím: Cobweb) 2023-ban bemutatott amerikai horror-filmthriller, amelyet elsőfilmes rendezőként Samuel Bodin rendezett. A Chris Thomas Devlin által írt forgatókönyv felkerült a 2018-as The Black Listre, mely a legnépszerűbb, még nem megfilmesített forgatókönyveket tartalmazza. A főbb szerepekben Lizzy Caplan, Woody Norman, Cleopatra Coleman és Antony Starr látható.
Az Amerikai Egyesült Államokban 2023. július 21-én mutatták be a mozikban. Magyarországon augusztus 3-án jelent meg a Fórum Hungary forgalmazásában.

## Cselekmény
Peter 8 éves kisfiú. Minden alkalommal, amikor a szobájában van, rejtélyes, ismétlődő zajt hall a falból. A szülei elmondják neki, hogy a hangok csak Peter képzeletében léteznek. Peter a szülei tétlenségével szembesülve azon tűnődik, vajon nem titkolnak-e valami komoly dolgot előle.

## Szereplők
| Szerep             | Színész            | Magyar hang           |
| ------------------ | ------------------ | --------------------- |
| Peter              | Woody Norman       | Holló-Zsadányi Norman |
| Miss Devine        | Cleopatra Coleman  | Nádasi Veronika       |
| Carol, Peter anyja | Lizzy Caplan       | Pikali Gerda          |
| Mark, Peter apja   | Antony Starr       | Kamarás Iván          |
| Brian              | Luke Busey         | Rostás Ábel           |
| Sarah              | Aleksandra Dragova | Halász Aranka         |
| Kevin              | Jivko Mihaylov     | Pásztor Tibor         |

### Magyar változat
A szinkront a Fórum Hungary megbízásából a Dub 4 készítette el, 2023 júliusában.
- Főcím: Welker Gábor
- Magyar szöveg: Jeszenszky Márton
- Hangmérnök és vágó: Szabó Miklós
- Gyártásvezető: Boskó Andrea
- Szinkronrendező: Kosztola Tibor
- Produkciós vezető: Jávor Barbara

## A film készítése
2020 májusában jelentették be, hogy Samuel Bodin fogja rendezni a filmet a Lionsgate számára, a producerei pedig Seth Rogen, Evan Goldberg, James Weaver, Roy Lee és Jon Berg lettek.
2020 szeptemberében kiderült, hogy Caplan, Starr, Coleman és Norman lesz a főszereplője a filmnek, a forgatás pedig Bulgáriában kezdődik. A felvételek a Nu Boyana Filmstúdióban zajlottak 2020 novemberében.

## Bemutató
A félelem fészke 2023. július 21-én került korlátozott számban a mozikba a Lionsgate forgalmazásában az Egyesült Államokban.

## Fordítás
- Ez a szócikk részben vagy egészben  a   Cobweb (2023 American film) című angol Wikipédia-szócikk fordításán alapul.  Az eredeti cikk szerkesztőit annak laptörténete sorolja fel. Ez a jelzés csupán a megfogalmazás eredetét és a szerzői jogokat jelzi, nem szolgál a cikkben szereplő információk forrásmegjelöléseként.